# Convolvulus rozynskii
Convolvulus rozynskii es una especie fanerógama de la familia Convolvulaceae.

## Clasificación y descripción de la especie
Arbusto de 0.5 a 2 m de alto, de 4 a 6 cm de diámetro en la base; tallos blanco- tomentosos, pubescencia grisácea con la edad; peciolo de 4 a 12(15) mm de largo, densamente blanquecino-tomentoso, a veces algo ferrugíneo en hojas jóvenes, hoja oblongo-elíptica a suborbicular, de (1.8)3 a 5.5(7.5) cm de largo, de (1.6)2 a 4(5.2) cm de ancho, ápice obtuso a subagudo, margen entero, a veces ondulado, textura papirácea o levemente cartácea, haz tomentoso, envés densamente blanquecino-tomentoso o algo ferrugíneo impidiendo ver la superficie; inflorescencias en forma de cimas subsésiles, flores 2 a 4(7), a veces solitarias, pedúnculos de 1 a 2 mm de largo, tomentosos; sépalos subiguales, ovados a elípticos, de 8 a 11(12.5) mm de largo, de 4.5 a 6.5 mm de ancho; corola rotada a subcampanulada, levemente 5-angulada, de 1.5 a 1.8 cm de largo, azul, pilosa en el ápice de los interpliegues; estambres de 10 a 14 mm de largo, filamentos ensanchados y glandular-pubescentes en la base, anteras de 2.4 a 2.8 mm de largo; ovario  globoso, estilo de 9 a 12 mm de largo, glabro, estigmas filiformes a un poco aplanados, de alrededor de 3 mm de largo; el fruto es una cápsula globosa, de 3.2 a 3.8 mm de diámetro, de color café, con 4 semillas, elipsoideas, de 3 a 3.5 mm de largo, grises a negras, más o menos pustuladas.

## Distribución de la especie
Es un elemento endémico de la Sierra Madre Oriental en México, en los estados de Tamaulipas, San Luis Potosí y Querétaro.

## Hábitat
Prospera en laderas calizas con matorral submontano, en un gradiente altitudinal de 700 a 1300 m s.n.m. Se le ha encontrado con flores de septiembre a noviembre y con frutos hasta febrero.

## Estado de conservación
No se encuentra bajo ningún estatus de protección.